# Sefa Vlaarkamp
Sefa Vlaarkamp (Alkmaar, 30 de junio de 2000) es un disc-jockey neerlandés y productor musical de Frenchcore.

## Biografía
Sefa (De padre turco, su nombre significa ‘’alegría’’, ‘’serenidad’’) aseguró que su interés hacia el género surgió con 9 años al ver el funcionamiento del FL Studio en una TV. Con 10 años pidió su primer portátil y, con ayuda de vídeos de Youtube, dio sus primeros pasos en la mezcla de sonidos y melodías. Posteriormente, los caminos del Dr. Peacock y el suyo se juntaron tras coincidir la madre de este último con el productor de Frenchcore. Tras conversar sobre la afición musical de Sefa, Peacock se mostró interesado en ver sus aptitudes y accedió a visitarle.
Sus primeros contactos con el Frenchcore fue con la edad de diez años, aunque no sería hasta la edad de quince años cuando sacaría sus primeros hits musicales; La colaboración con uno de los productores Frenchcore más importantes, el Dr. Peacock, se vería reflejada en trabajos tales como The World is Spinning y This Life is Lost, este último sacado el 30 de diciembre de 2015.
Estas colaboraciones junto a sus temas iniciales le valieron el contrato con BKJN Bookings a los diecisiete años, si bien su edad fue un obstáculo dado que la ley estatal no permitía hacer presentaciones a los menores de dieciocho años entre las 23:00 y las 07:00, horas normalmente usadas por los Djs.
En septiembre de 2018, Sefa sería por primera vez un cabeza de cartel en el Dream Village, además de haber participado en los eventos más importantes del género: desde el Defqon. 1 Festival, donde expone en 2019 su tema «One Tribe», hasta el Dominator (Festival).
El estilo de Sefa en esta área musical se caracteriza por incluir melodías de géneros diferentes. El productor realza la polivalencia que ofrece el Frenchcore en comparación con el Hardcore, ya que es una influencia que encaja bien tanto un sonido más agresivo como una melodía de una canción de Taylor Swift, además del uso de piano y obras clásicas, género del que es aficionado. 
La puesta en escena de Sefa se caracteriza por numerosos aspavientos y arengas al público.

## Discografía
- The Judgement (2015)
- Path to Madness (2015)
- Bad Dreams (2015)
- The World is Spinning (vs. Dr. Peacock) (2015)
- This Life Is Lost (vs. Dr. Peacock) (2015)
- Sick Serenade (2015)
- FFS (2015)
- Just Another Track (2015)
- Roll The Drums (2016)
- Nobody Knows (vs. Crypton) (2017)
- Trip to Bangladesh (vs. Dr. Peacock)(2017)
- Trip to Turkey (Ft. Dr. Peacock & Mc Lenny) (2017)
- LSD Problem (vs. Mr. Ivex) (2017)
- Lullaby of Woe (vs. D-Frek) (2017)
- Losing Control (vs. Kyome) (2017)
- Travelling (2017)
- Sincere Hate (vs. Hyrule War) (2017)
- Lost in Thoughts (2017)
- Flowing River (2017)
- Be Free (2017)
- Come On (vs. Dr. Peacock) (2017)
- Losing Your Mind (vs. Mr. Ivex) (2017)
- Survive the Street (vs. Rooler) (2017)
- Wat Zullen We Drinken (vs. Mc Focus) (2018)
- World of the Dream (vs. Dr. Peacock) (2018)
- The Universe (vs. Dr. Peacock)(2018)
- Pain Is Everywhere (vs. Dr. Peacock) (2018)
- The Human Mind (vs. Dr. Peacock) (2018)
- Loy Loy (2018)
- Wegtikken (vs. Hyrule War) (2018)
- The Future (Q-Base 2018 BKJN OST)(2018)
- In De Hemel (2018)
- Nothing Like The Oldschool (vs. D-Sturb) (2018)
- Robot Gangbang (vs. Warface) (2018)
- Killer Beat (vs. Nosferatu) (2018)
- One Tribe (Defqon.1 2019 Anthem) (vs. Phuture Noize, KELTEK) (2019)
- Walking in the Air (2019)
- God's Plan (vs. Mr Ivex) (2020)
- Going Under (2020)
- The Omega (2020)
- Adagio. (vs. Dr. Peacock) (2021)
- Everything is a lie (vs. Dr. Peacock) (2021)
- Incoming (vs. Dr. Peacock) (2021)
- Ilussions (vs. Dr. Peacock) (2021)
- Das Boot (vs. Dr. Peacock) (2021)
- Infinity (vs D-Block & S-te-Fan) (2022)

### Álbumes
- Leven Is Lijden (2018)
- Klaagzang (2022)
- Het Ergste Moet Nog Komen (2024)

### Remixes
| Año  | Artista original                 | Sencillo                             |
| ---- | -------------------------------- | ------------------------------------ |
| 2016 | Hyrule War                       | The One Who Knocks (Sefa Remix)      |
| 2017 | Dr. Peacock                      | Trip to Italy (Sefa Remix)           |
| 2017 | Hyrule War                       | Ocean's Great Waves (Sefa Remix)     |
| 2018 | Maissouille                      | Anthem FSVP 2015 (Sefa Remix)        |
| 2018 | Re-Style                         | Get it Crackin (Sefa Remix)          |
| 2018 | Warface & Destructive Tendencies | Release The Kraken (Sefa Remix)      |
| 2018 | Partyraiser & Bulletproof        | Monster (Sefa Remix)                 |
| 2018 | Project One                      | Art of Creation (Sefa Remix)         |
| 2021 | Parla & Paradoux                 | Liberté (Sefa & Outsiders Remix)     |
| 2021 | D-Block & S-te-Fan               | Kingdom (Sefa Remix)                 |
| 2022 | Isaac Albéniz                    | Asturias (Sefa Remix)                |
| 2022 | Evil Activities                  | Nobody Said It Was Easy (Sefa Remix) |